# 大好き、青森県。
『大好き、青森県。』（だいすき、あおもりけん。）は2014年4月27日から青森放送で放送されている青森県の広報番組である。放送時間は毎月第3日曜 17:00 - 17:15 （日本標準時）、初回のみ第4日曜に放送。

## 概要
同じく日曜17:00枠で放送されていた『活彩あおもり』の後継番組である。ただし、放送休止するのは月に1回だけだった同番組とは違い、本番組は月に1回の放送となっている。リポーターとナレーターは、青森放送のアナウンサーたちが務めている。